# Nikita Nagorny
Nikita Vladímirovich Nagorny (en ruso: Никита Владимирович Нагорный; Rostov del Don, 12 de febrero de 1997) es un deportista ruso que compite en gimnasia artística. Está casado con la gimnasta Daria Spiridónova.

## Trayectoria
Participó en dos Juegos Olímpicos de Verano, obteniendo en total cuatro medallas, plata en Río de Janeiro 2016, por equipos (junto con Denís Abliazin, David Beliavski, Iván Stretóvich y Nikolái Kuksenkov), y tres en Tokio 2020, oro por equipos (con Denís Abliazin, David Beliavski y Artur Dalaloyán) y bronce en el concurso individual y en la barra fija.
Ganó cinco medallas en el Campeonato Mundial de Gimnasia Artística, en los años 2018 y 2019, y once medallas en el Campeonato Europeo de Gimnasia Artística entre los años 2015 y 2021.
Fue condecorado con la Orden al Mérito por la Patria de clase I (2016) y la Orden de la Amistad (2021).
Es militar de la Guardia Nacional de Rusia y tiene el grado de teniente. Por su condición de militar y por apoyar públicamente la Invasión rusa de Ucrania fue excluido de participar en cualquier competición internacional.

## Palmarés internacional
| Juegos de los BRICS | Juegos de los BRICS     | Juegos de los BRICS | Juegos de los BRICS             |
| Año                 | Lugar                   | Medalla             | Prueba                          |
| ------------------- | ----------------------- | ------------------- | ------------------------------- |
| 2024                | Kazán (Rusia)           | Medalla de oro      | Salto de potro                  |
| Juegos Olímpicos    |                         |                     |                                 |
| Año                 | Lugar                   | Medalla             | Prueba                          |
| 2016                | Río de Janeiro (Brasil) | Medalla de plata    | Concurso por equipos            |
| 2020                | Tokio (Japón)           | Medalla de oro      | Concurso individual por equipos |
| 2020                | Tokio (Japón)           | Medalla de bronce   | Concurso individual             |
| 2020                | Tokio (Japón)           | Medalla de bronce   | Barra fija                      |
| Campeonato Mundial  |                         |                     |                                 |
| Año                 | Lugar                   | Medalla             | Prueba                          |
| 2018                | Doha (Catar)            | Medalla de plata    | Concurso por equipos            |
| 2018                | Doha (Catar)            | Medalla de bronce   | Concurso individual             |
| 2019                | Stuttgart (Alemania)    | Medalla de oro      | Concurso individual             |
| 2019                | Stuttgart (Alemania)    | Medalla de oro      | Concurso por equipos            |
| 2019                | Stuttgart (Alemania)    | Medalla de oro      | Salto de potro                  |
| Campeonato Europeo  |                         |                     |                                 |
| Año                 | Lugar                   | Medalla             | Prueba                          |
| 2015                | Montpellier (Francia)   | Medalla de oro      | Salto de potro                  |
| 2016                | Berna (Suiza)           | Medalla de oro      | Concurso individual             |
| 2016                | Berna (Suiza)           | Medalla de oro      | Concurso por equipos            |
| 2017                | Cluj-Napoca (Rumania)   | Medalla de bronce   | Paralelas                       |
| 2018                | Glasgow (Reino Unido)   | Medalla de oro      | Concurso por equipos            |
| 2019                | Szczecin (Polonia)      | Medalla de oro      | Concurso individual             |
| 2019                | Szczecin (Polonia)      | Medalla de oro      | Paralelas                       |
| 2021                | Basilea (Suiza)         | Medalla de oro      | Concurso individual             |
| 2021                | Basilea (Suiza)         | Medalla de oro      | Suelo                           |
| 2021                | Basilea (Suiza)         | Medalla de plata    | Caballo con arcos               |
| 2021                | Basilea (Suiza)         | Medalla de plata    | Anillas                         |